# Tirión
Tirión, Tirreo o Turio (en griego, Θύριον, Θύρρειον, Θούριον) es el nombre de una antigua ciudad griega de Acarnania. 
Sus habitantes son mencionados por Jenofonte, que los califica como de enorme fuerza, y dice que su territorio se encontraba fortificado y que los turieos lucharon contra un ejército al mando de Ifícrates de Atenas el año 373 a. C.
Es también citada por Polibio que señala que los etolios atacaron la ciudad hacia el año 220 a. C.
Tito Livio la menciona en el marco de la Guerra romano-siria y señala que, en el año 191 a. C., Antíoco III el Grande, tras ocupar Medión, trató de entrar también en Tirreo pero sus habitantes se le opusieron y se dispusieron a defender la plaza. Poco después el ejército de Antíoco se retiró de Tirreo debido a la llegada a Léucade de nuevas tropas romanas.